# SOS (canção de Avicii)
SOS é o primeiro single póstumo do DJ sueco Avicii, com coprodução de Albin Nedler e Kristoffer Fogelmark, e vocais do cantor americano Aloe Blacc. A faixa foi lançada em 10 de abril de 2019 como o single principal do terceiro álbum de estúdio póstumo de Avicii, Tim (2019). O single alcançou o primeiro lugar na parada Dance/Mix Show Airplay da Billboard na edição de 1º de junho de 2019, sendo o segundo número um de Avicii e o primeiro de Blacc a atingir essa posição.
A canção foi produzida por Albin Nedler, Kristoffer Fogelmark e Avicii, e contém uma interpolação da música "No Scrubs", do grupo TLC.
"SOS" foi lançada junto com um vídeo que exibe comentários do Avicii Memory Board, além de um vídeo dos bastidores, divulgado duas horas antes. A música estreou em primeiro lugar nas paradas de singles da Suécia, após apenas dois dias de vendas.

## História
A música foi concluída por uma equipe de escritores e produtores após a morte de Avicii em abril de 2018. Foi dito que estava "75–80% concluído" na época de sua morte.
A canção foi finalizada por uma equipe de compositores e produtores após a morte de Avicii, em abril de 2018. Estima-se que ela estivesse entre 75% e 80% concluída na época de seu falecimento.
Os coprodutores Kristoffer Fogelmark e Albin Nedler confirmaram que, após a morte de Avicii, receberam o arquivo MIDI da música que ele havia produzido. Segundo eles, todos os sons e notas presentes na faixa foram criados por Avicii, sem nenhuma produção adicional. A única produção extra realizada foi para os vocais de Aloe Blacc.
Embora Avicii tenha sugerido Aloe Blacc como um possível cantor para a música, Blacc gravou seus vocais apenas após a morte do DJ.

## Créditos e pessoal
Créditos retirados da Apple Music.
- Avicii – Programação, Teclados, Composição e Produção
- Aloe Blacc – Vocais
- Albin Nedler – Programação, Teclados, Composição, Produção e Gravação
- Kristoffer Fogelmark – Programação, Teclados, Composição, Produção e Gravação
- Kandi Burruss – Composição
- Tameka Cottle – Composição
- Kevin Briggs – Composição
- Marcus Thunberg Wessel – Gravação
- Richard Segal – Gravação
- Kevin Grainger – Mixagem e Masterização
- Julior Rodriguez Sangrador – Assistente

## Parada musical
| Parada (2019)                      | Melhor Posição |
| ---------------------------------- | -------------- |
| Alemanha (Hitlisten)               | 4              |
| Austrália (ARIA)                   | 7              |
| Áustria (Ö3)                       | 4              |
| Bélgica (Ultratop Flanders)        | 2              |
| Bélgica (Ultratop Valonia)         | 7              |
| Canadá (Canadian Hot 100)          | 13             |
| China (Billboard)                  | 5              |
| Colômbia (National-Report)         | 76             |
| Croácia (HTR)                      | 1              |
| Dinamarca (Tracklisten)            | 4              |
| Estados Unidos (Billboard hot 100) | 68             |
| Estados Unidos (Dance Club Songs)  | 1              |
| Equador (National-Report)          | 23             |
| Espanha (Promusicae)               | 56             |
| França (SNEP)                      | 49             |
| Itália (FIMI)                      | 17             |
| Japão (Japan Hot 100)              | 19             |
| Países Baixos (Dutch Top 40)       | 1              |
| Portugal (AFP)                     | 44             |
| Reino Unido (OCC)                  | 6              |
| Suécia (Sverigetopplistan)         | 1              |

## Certificações
| País               | Certificação |
| ------------------ | ------------ |
| : (PMB)            | 3× Platina   |
| : (ARIA)           | 3× Platina   |
| : (Music Canada)   | 2× Platina   |
| : (IFPI Dinamarca) | 2× Platina   |
| : (ZPAV)           | 2× Platina   |
| : (BVMI)           | Platina      |
| : (BEA)            | Platina      |
| : (FIMI)           | Platina      |
| : (AFP)            | Platina      |
| : (BPI)            | Platina      |
| : (SNEP)           | Ouro         |
| : (PROMUSICAE)     | Ouro         |
| : (RMNZ)           | Ouro         |
| : (RIAA)           | Ouro         |

## Histórico de lançamento
| Região  | Data                | Formato          | Gravadoras                           | Ref.   |
| ------- | ------------------- | ---------------- | ------------------------------------ | ------ |
| Mundial | 10 de abril de 2019 | Download digital | Universal Music Group Geffen Records | [ 41 ] |